# پریش سنت تامانی (لوئیزیانا)
سنت. تامانی پریش (به انگلیسی: St. Tammany Parish) یک قصبه در ایالات متحده آمریکا است که در لوئیزیانا واقع شده‌است.

## خصوصیات
سنت. تامانی پریش ۲٬۹۱۱٫۱۶ کیلومترمربع مساحت دارد.